# Sonja Herholdt
Sonja Herholdt là một ca sĩ kiêm nhạc sĩ người Nam Phi và là nữ diễn viên người Afrikan.

## Đời tư
Herholdt được sinh ra tại ngôi làng khai thác mỏ nhỏ, Gauteng, của Nigel và ở tuổi lên ba, cô đã biểu diễn ca hát đầu tiên tại phòng giải trí cộng đồng địa phương, hát bài hát ru của người Nam Phi Slaap, my Kindjie. 
Cô đã theo học tại trường trung học tiểu học Tienie Vorster và trường trung học John Vorster ở Nam Phi, nơi cô trở thành người đứng đầu trong cả hai trường và bắt đầu theo đuổi mục đích sân khấu của mình.
Sau đó, cô đã nhận được bằng tốt nghiệp về giảng dạy sau ba năm học tại trường Cao đẳng Giáo dục Johannesburg (Goudstad). Cô từ bỏ việc dạy học để theo đuổi âm nhạc sau khi gặp người chồng tương lai của cô, FC Hamman. Cặp đôi này kết hôn vào năm 1976 và bắt đầu xây dựng một gia đình, đứa con trai út của họ sau đó đã phát triển một sự suy giảm thính giác nghiêm trọng vào năm 1993. Herholdt sau đó quyết định bắt đầu một trường học cho trẻ khiếm thính và dạy ngôn ngữ Afrikaans, trường này nằm trong khu vực trước đây từng là trường tiểu học Bryanston. Điều này dẫn đến việc Herhold trở lại việc giảng dạy trong một khoảng thời gian.
Năm 1996, Herholdt đã gặp phải một tai nạn xe hơi nghiêm trọng. Cô và chồng sau đó đã ly hôn sau 21 năm kết hôn.

## Sự nghiệp
Bước đột phá của cô đã xuất hiện khi cô tham gia vào chương trình của Gwynneth Ashley Robin và sớm được yêu cầu thu âm bài Ek Verlang Na Jou. Đĩa đơn này đã nhận được đĩa vàng ở Nam Phi, bán được hơn 25 000 bản.
Album và đĩa đơn tiếp theo của cô tạo nên một số thành công quan trọng. Cô đã giành được tổng cộng tám giải thưởng Sarie. Trong những năm 1970 và 1980, cô thường xuyên là nữ nghệ sĩ bán chạy nhất ở Nam Phi.
Năm 1979, cô cuối cùng đã hoàn thành tham vọng của mình là trở thành diễn viên khi đóng vai chính trong Sing vir die Harlekyn, và chiến thắng một giải Oscar Rapport với danh hiệu là nữ diễn viên mới xuất sắc nhất.
Năm 1991, cô nhận được giải thưởng từ Phòng Thương mại Afrikaans cho sự nghiệp âm nhạc Afrikaans của mình.
Năm 1995, cô ký hợp đồng phát hành album với BMG Records. Album phát hành vào năm 1998, Ritsel, của cô trong khuôn khổ Rietbos đã không đáp ứng được những kỳ vọng quan trọng cũng như sự kỳ vọng về thành công trong mảng thương mại. Nhưng cô đã trở lại với album phát hành vào năm 2000 được đánh giá cao, Reconstructing Alice.
Năm 2002, cô phát triển công ty thu âm của riêng mình, Son Music và phát hành Sonjare, một hồi tưởng hoài niệm về những bản hit đầu tiên của cô.

## Sản phẩm âm nhạc
Các albumː
- Sonja (1976)
- Sonja Herholdt (1977)
- On stage/In die kalklig (1978)
- Waterblommetjies (1978)
- 'n Lied vir Kersfees (1979)
- Harlekyn (Gold) (1979)
- Grootste Treffers (1980)
- Waarom Daarom (1981)
- Reflections (1982)
- Liefdeslig (1984)
- Lofsang – Sonja Herholdt en Jan de Wet (1985)
- Dis net vir jou (1987)
- Sonja Herholdt sing die Jeugsangbundel (1987)
- Sonja Herholdt sing die Jeugsangbundel 2 (1988)
- Tuiskoms (1988)
- Die Klokkespel 'Vrede (1989)
- The Warrior is a Child (1989)
- 'n Ster Vanaand (1994)
- Tuiskoms (1995)
- More sal die son weer skyn (1996)
- Ritsel in die Rietbos (1998)
- Reconstructing Alice (2000)
- Sonjare
- 20 Gunsteling treffers
- Dis Kersfees
- Sonja Herholdt Skipskop
- Die mense wat ek liefhet*Gunsteling treffers (1992)
- Sê die engele moet kyk na my (1994)
- Die verhale van vrouwees
- She
- She The Princess
- Liefling die movie
- Pêrels